# آرنفلس
آرنفلس (به آلمانی: Arnfels) یک منطقهٔ مسکونی در اتریش است که در لیبنیتس واقع شده‌است. آرنفلس ۴٫۲۱ کیلومتر مربع مساحت دارد ۳۱۷ متر بالاتر از سطح دریا واقع شده‌است.